# Distretto Orientale (Taichung)
Il distretto Orientale (東區S, Dōng QūP) è un distretto della municipalità di Taichung, situata a Taiwan.